# Górzyca (województwo zachodniopomorskie)
Górzyca – wieś w północno-zachodniej Polsce, położona w województwie zachodniopomorskim, w powiecie gryfickim, w północno-wschodniej części gminy Gryfice. Przez środek wsi przechodzi droga wojewódzka nr 109.
We wsi znajduje się szkoła podstawowa do której uczęszczają dzieci także z okolicznych wiosek. Znajduje się tu przystanek kolejowy Górzyca Reska (oddalony 1 km od centrum wsi).
W miejscowości ma siedzibę jednostka Ochotniczej Straży Pożarnej włączona do krajowego systemu ratowniczo-gaśniczego.
Przez wioskę przechodzi czarny szlak rowerowy (Brojce→Cerkwica).

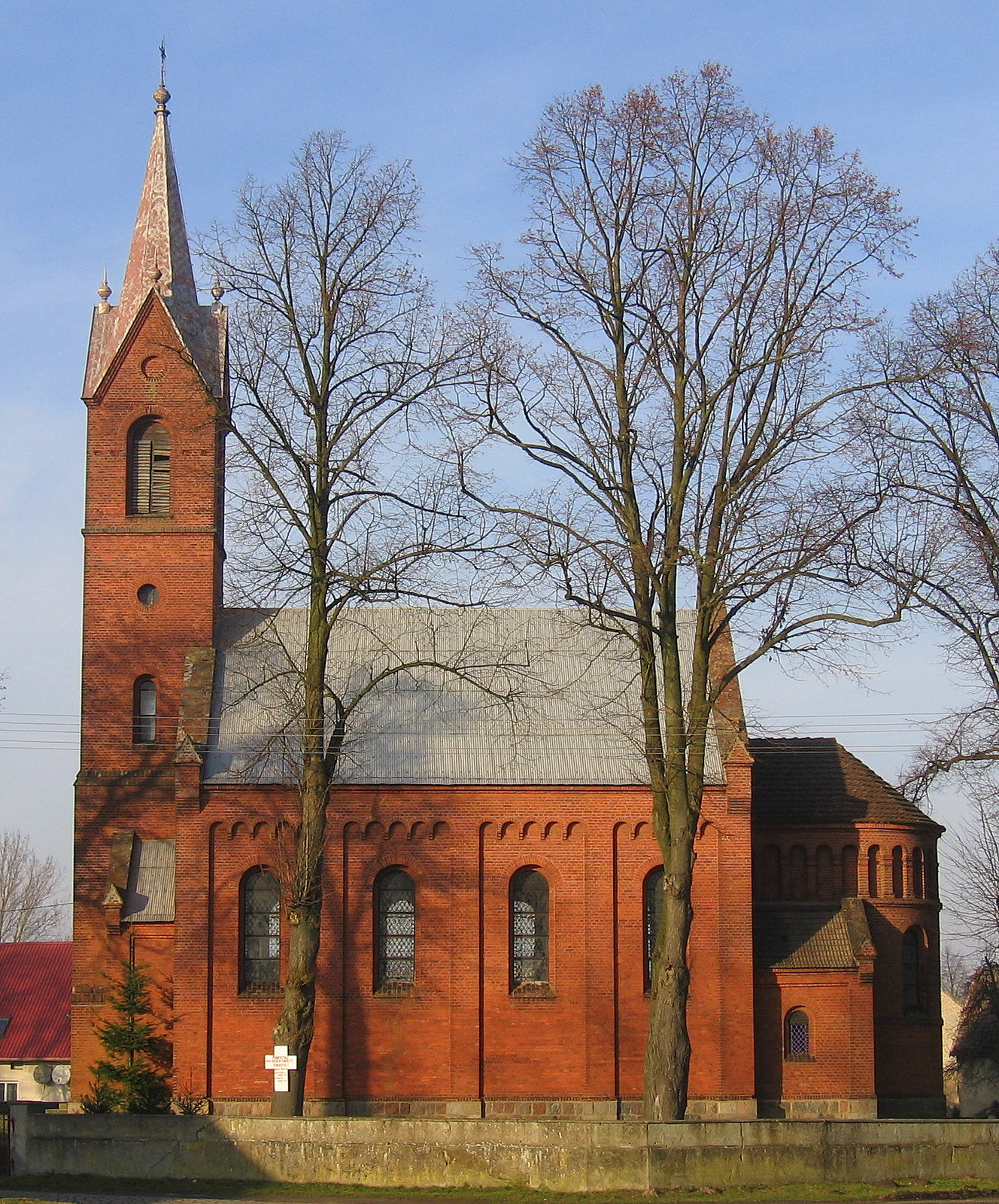
Kościół parafialny

## Kościół
Obiektami chronionymi w miejscowości jest cmentarz oraz kościół pw. Niepokalanego Poczęcia Najświętszej Marii Panny, zbudowany z cegły w XIX wieku. Poświęcony został ponownie 8 grudnia 1946 roku. Z kościoła w Górzycy pochodzi średniowieczny tryptyk (z 1480 r.), który aktualnie znajduje się w kościele pw. Wniebowzięcia NMP w Gryficach na bocznej ścianie w nawie południowej. Parafia w Górzycy została erygowana 14 sierpnia 1977 roku.

## Rys historyczny
Wieś była wymieniana już w dokumencie z 1224 roku. Jej nazwa uległa przekształceniom: Gutirz, Gorke, Goerke (1618 r.), Gorcke (1634 r.), Gorke (do 1945 r.). W 1302 roku Górzycę kupili premonstratensi z klasztoru w Białobokach. Natomiast w dokumencie z 1309 roku jako wasal tegoż klasztoru wymieniony był Otto Zarnsdof. W 1337 roku premonstatensi ofiarowali Górzycę kościołowi mariackiemu w Gryficach.
Pierwsze wzmianki o szkole w Górzycy pochodzą z 1791 roku. W 1802 roku nastąpiła parcelacja, w wyniku jej powstało kilkanaście zagród chłopskich oraz niewielki (niecałe 200 ha) folwark. Majątek ten pierwotnie był własnością skarbową, a od poł. XIX wieku prywatną. Od początku XX wieku do 1945 roku własność rodziny Zimmerów.
W okresie powojennym używano nazw przejściowych: Grusza, Górka.
W latach 1945–1954 miejscowość była siedzibą gminy Górzyca. W latach 1954–1972 wieś należała i była siedzibą władz gromady Górzyca. W latach 1946–1998 miejscowość administracyjnie należała do województwa szczecińskiego.

## Układ wsi

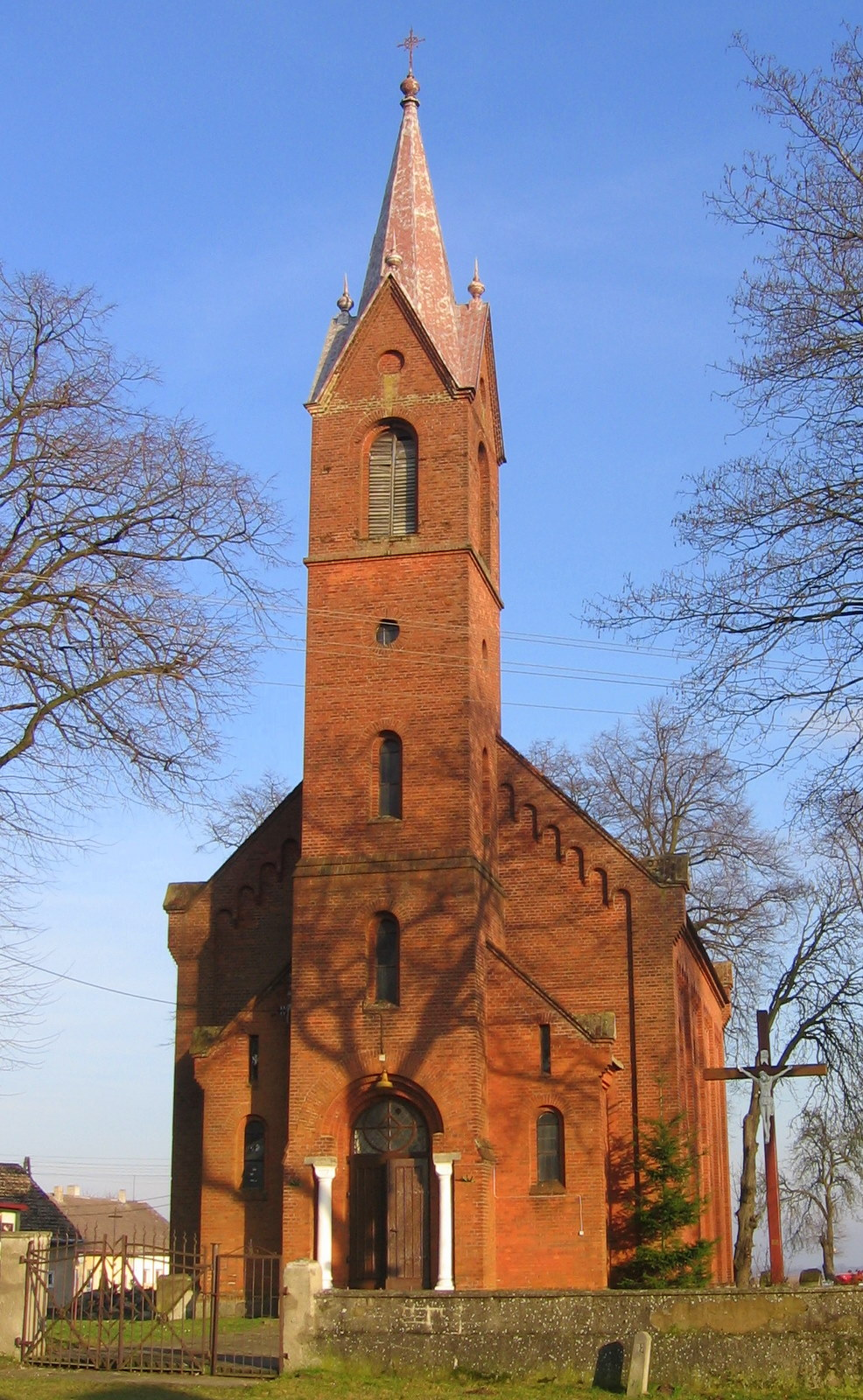
Wieża kościoła

Pierwotne założenia owalnicowe, zdestruowane w konsekwencji założenia folwarku, kiedy to wieś przechodziła formę wielodrożnicy, z dwoma krzyżującymi się drogami. W części wschodniej zlokalizowany był folwark, w centrum przy skrzyżowaniu dróg kościół wraz z cmentarzem. Pozostała część wsi to zabudowa chłopska, z czworobocznymi zagrodami z budynkami bramnymi i szerokofrontowymi chałupami usytuowanymi w głębi siedlisk. Na wschód od kościoła na dawnym na wsi niewielkie oczko wodne w początku XX wieku na wschód od wsi powstaje przystanek kolejowy, dworzec oraz budynek mieszkalny. Układ współczesny w dużym stopniu posiada wszystkie elementy. Zmieniona jest funkcja dawnego folwarku podzielona pomiędzy indywidualnych rolników.

## Samorząd mieszkańców
Gmina Gryfice utworzyła jednostką pomocniczą – „Sołectwo Górzyca”, które obejmuje jedynie wieś Górzyca. Organem uchwałodawczym sołectwa jest zebranie wiejskie, na którym mieszkańcy wybierają sołtysa. Działalność sołtysa wspomaga jest rada sołecka, która liczy od 3 do 7 osób – w zależności jak ustali wyborcze zebranie wiejskie.